# Herbert Hoover
Herbert C. Hoover (10 d'agost de 1874 - 20 d'octubre de 1964) va ser president dels Estats Units (1929-1933). Va néixer a West Branch, Iowa. Membre del Partit Republicà

## Política exterior
Durant la seva presidència va intervenir entre Xile i el Perú perquè resolguessin el conflicte que mantenien sobre la sobirania d'Arica i Tacna, ambdues possessions xilenes en virtut del Tractat de Pau i Amistat signat el 1883 i que va donar fi a la Guerra del Pacífic. Finalment, ambdós països van signar un nou tractat el 1929 pel qual Tacna tornava a sobirania del Perú, quedant el conflicte resolt.
Herbert Hoover, enginyer de professió, va fer fortuna gestionant mines i indústries de capital estatunidenc a l'estranger, retirat de l'activitat empresarial va desenvolupar una àmplia campanya filantròpica, principalment després de la Primera Guerra Mundial, que li va donar un notable prestigi social, després d'això va entrar en política.
La seva administració va estar marcada per l'inici de la Gran Depressió que les seves mesures econòmiques, que es basaven a considerar-la una crisi passatgera, no va tallar, el que el va portar a perdre en les presidencials.
No obstant això, el seu prestigi de gestor es va mantenir. Després de la Segona Guerra Mundial va presidir dues comissions Presidencials destinades a la reforma de l'Administració.

## Llibres
El 1912 Hoover, juntament amb la seva esposa, va traduir del llatí l'obra clàssica sobre mineria "De Re Metallica", d'Agrícola. Aquesta traducció continua sent publicada i manté la seva vigència.